# Rower elektryczny

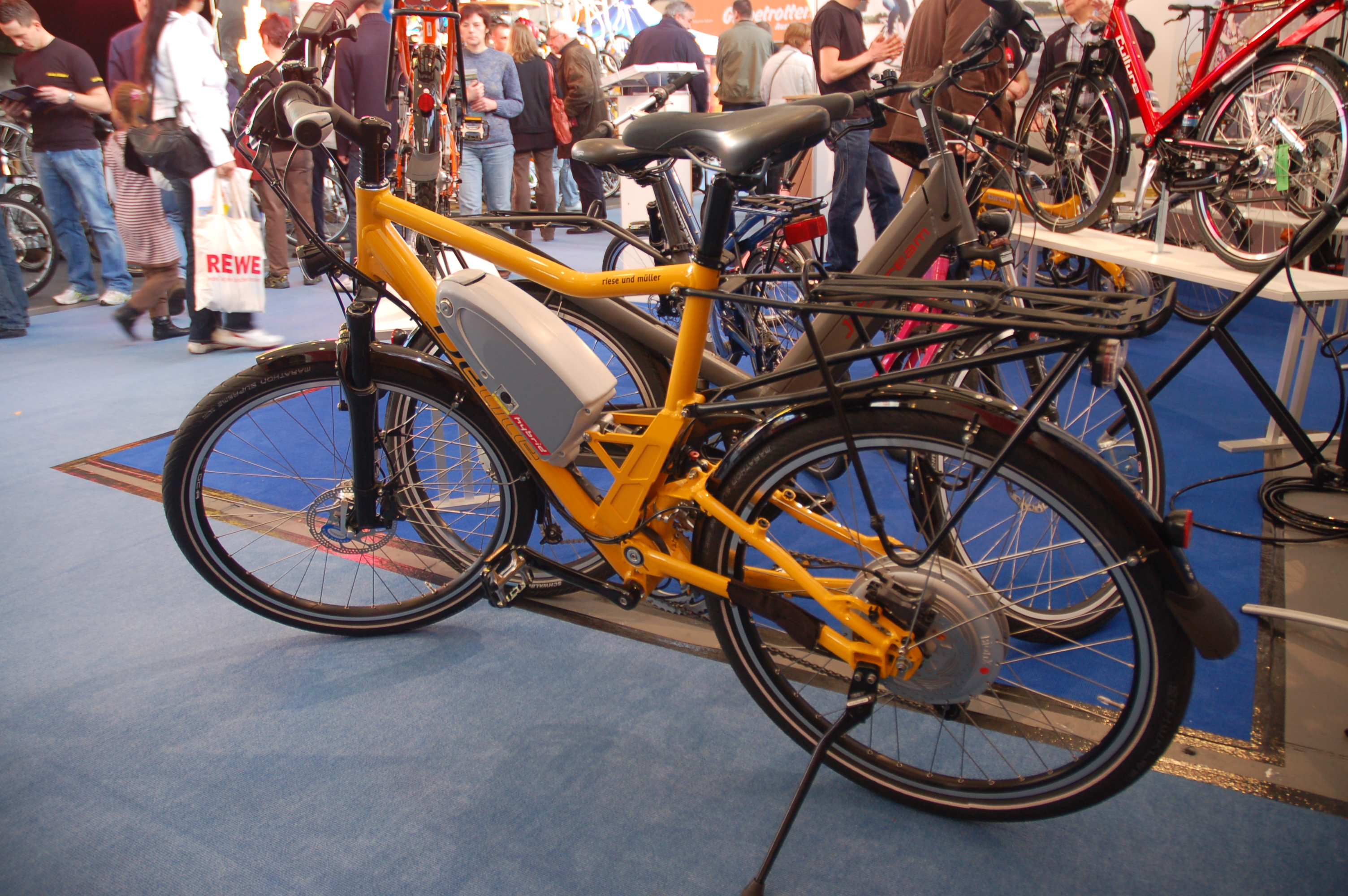
Rower elektryczny na wystawie w 2009 roku (akumulator zamontowany na ramie; silnik elektryczny na tylnym kole)

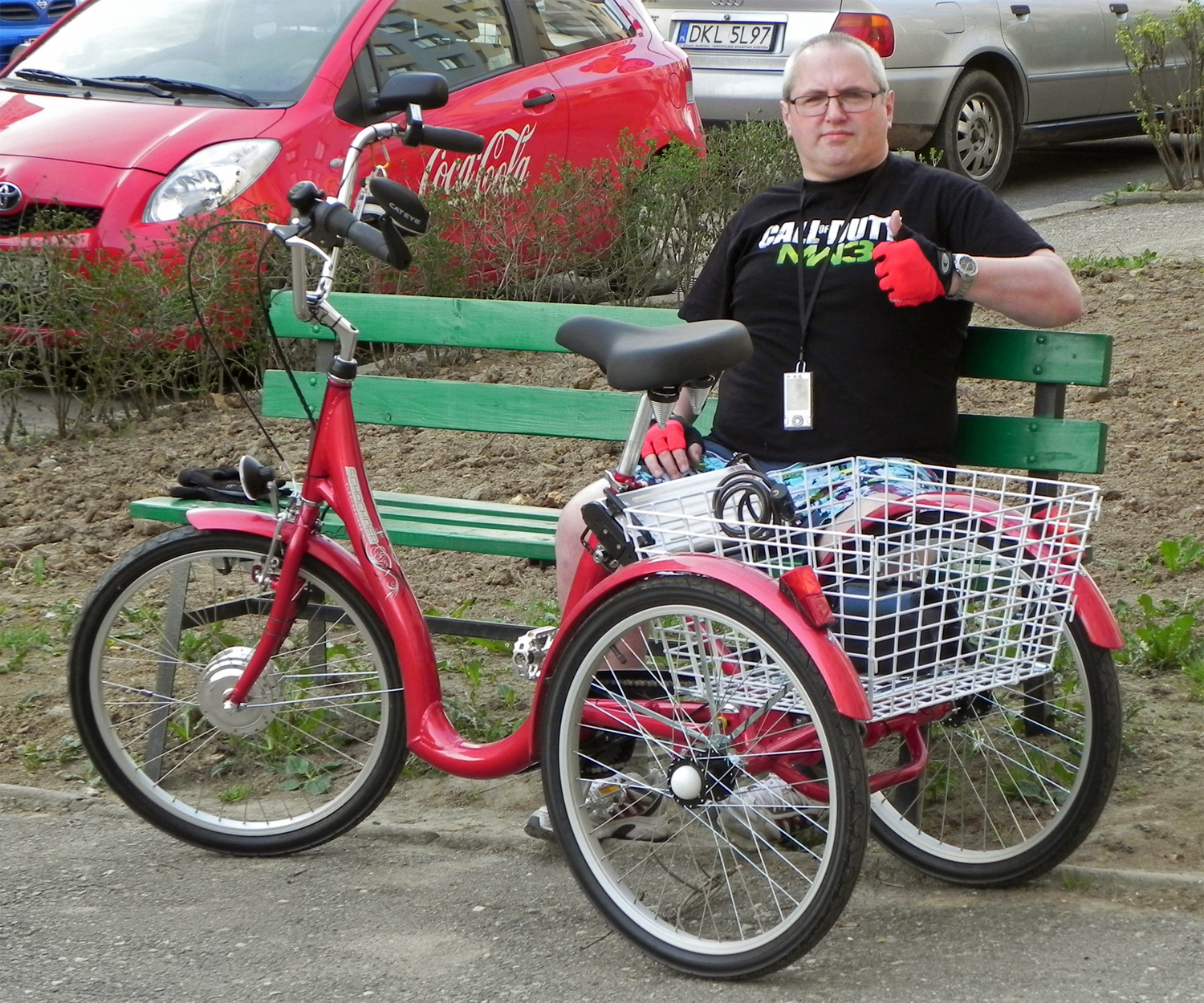
Trójkołowy rower elektryczny

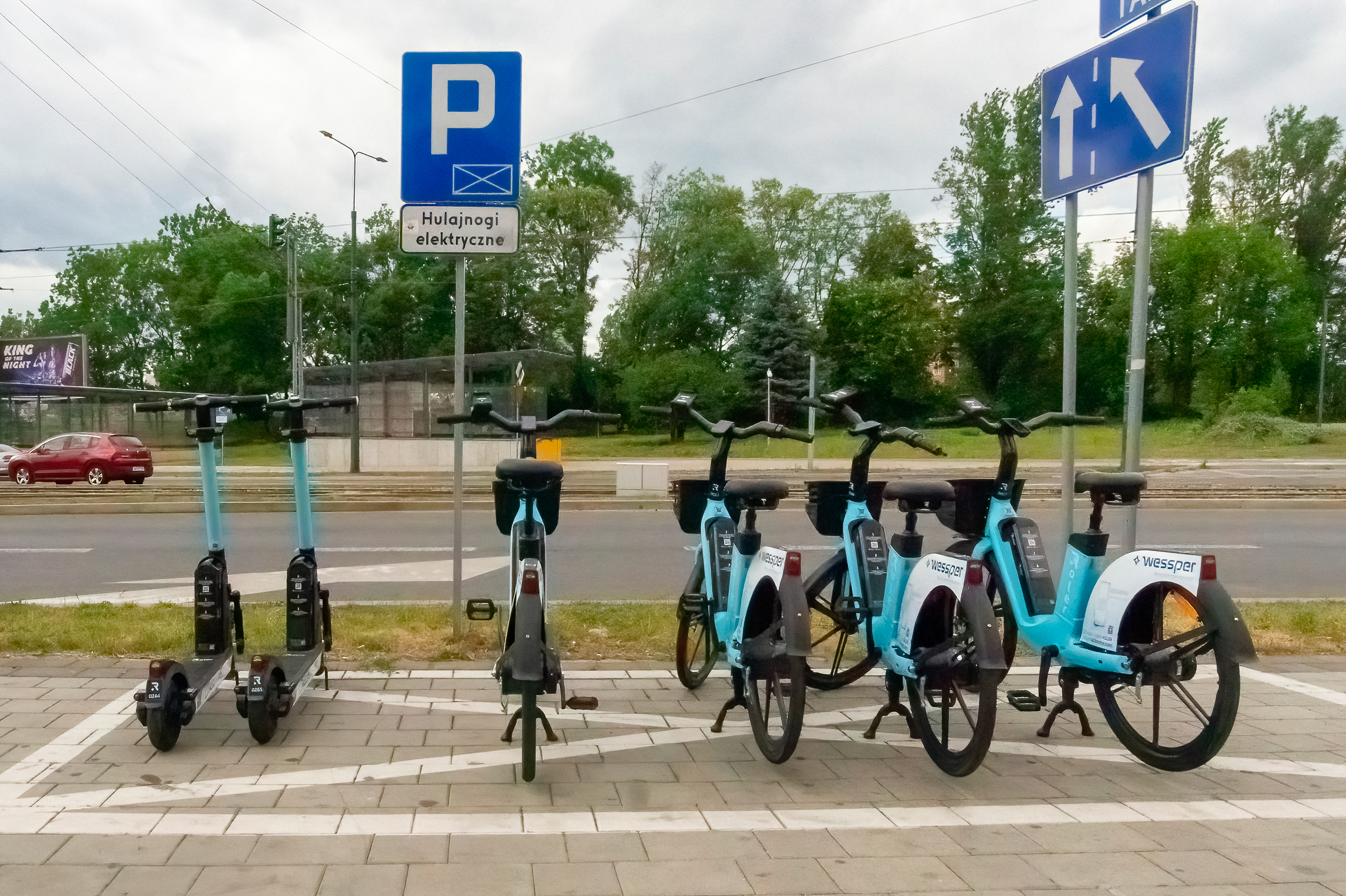
Publiczny system wypożyczania rowerów elektrycznych

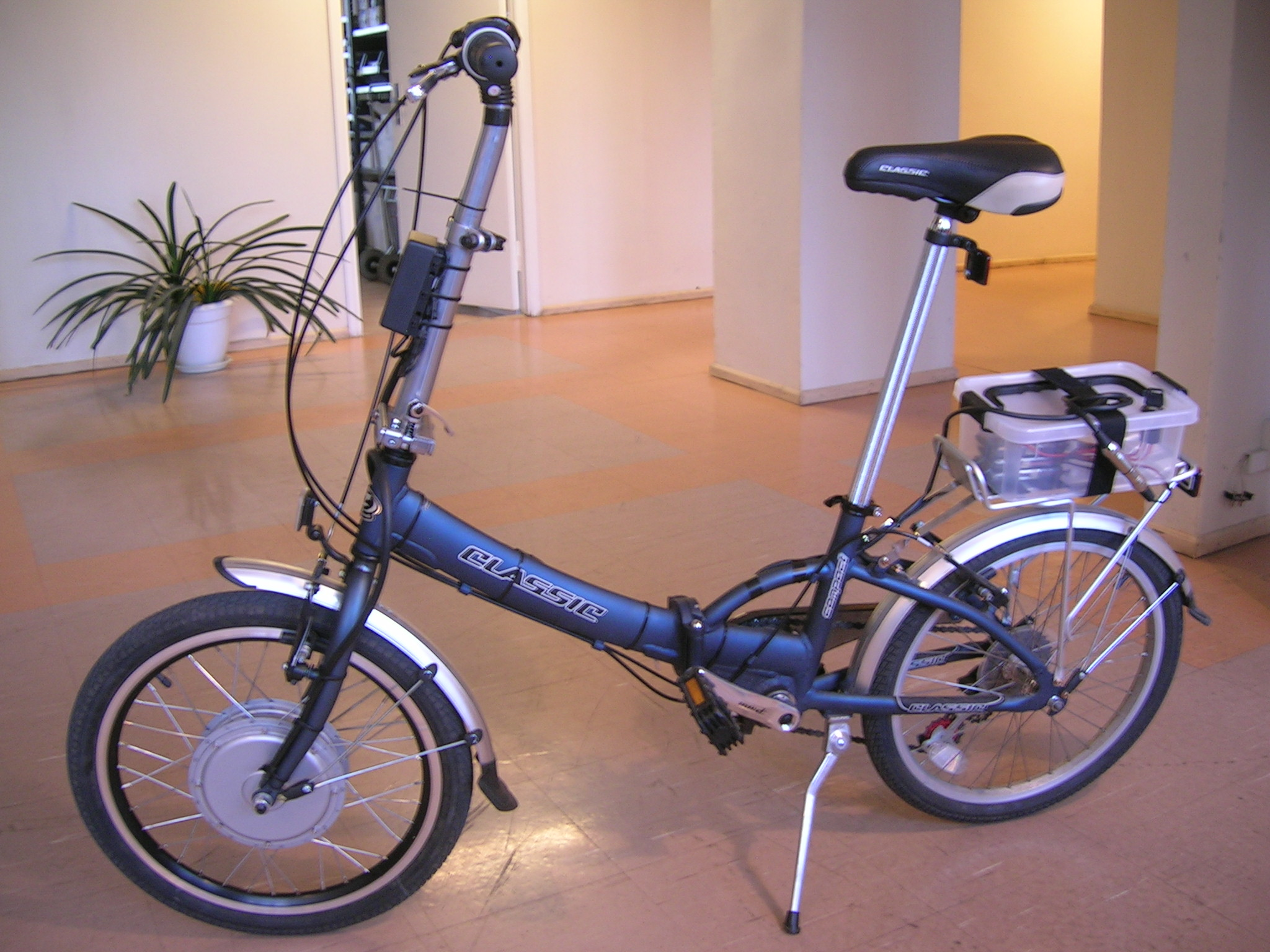
Rower ze wspomaganiem elektrycznym (bezszczotkowy silnik elektryczny zamontowany w przednim kole)

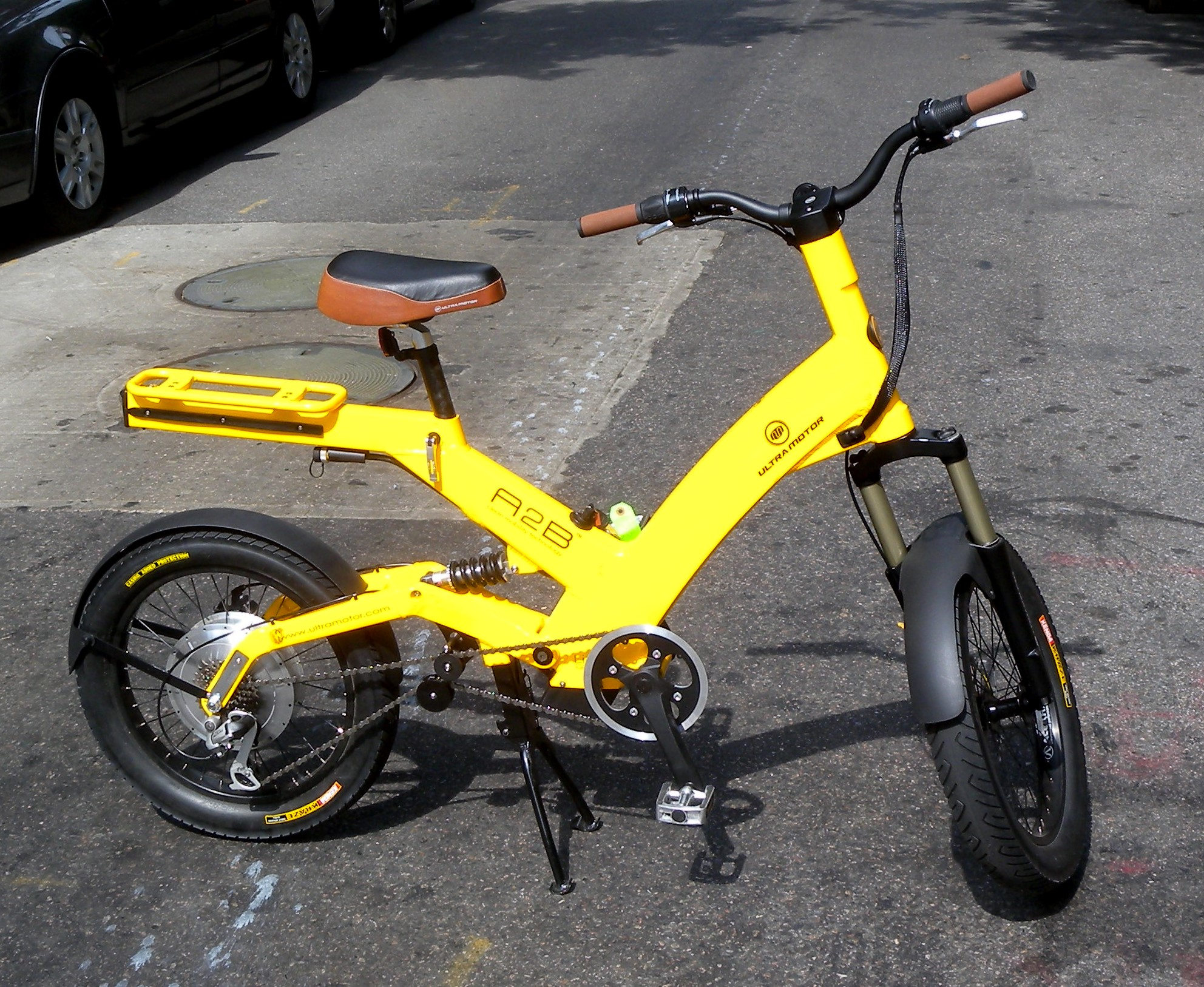
E-rower przypominający motorower o nazwie A2B Ultramotor

Rower elektryczny, e-bike, e-rower – rodzaj pojazdu jednośladowego napędzanego siłą mięśni i silnikiem elektrycznym o konstrukcji bazującej na budowie roweru.
Co roku w Holandii sprzedaje się około milion rowerów, z czego rowery elektryczne w 2014 r. stanowiły ponad 20%. W 2017 ten współczynnik wynosił 31%, natomiast w 2020 roku przekroczył 50%. Wg stanu na koniec 2022 roku stosunek sprzedaży rowerów elektrycznych do wszystkich rowerów to: 57% Holandia, 49% Austria, 48% Niemcy, 17,5% Hiszpania, 7,6% UK oraz 6% USA.

## Rower elektryczny na gruncie polskiego prawa
Przed nowelizacją prawa z 2011 roku rower elektryczny o przeciętnych parametrach był pojazdem, który prawdopodobnie spełniał definicję roweru (ówczesna definicja nie uwzględniała istnienia silników mogących dodatkowo wspomagać rowerzystę).
Zgodnie z obecnie obowiązującą nowelizacją Prawa o ruchu drogowym z 1 kwietnia 2011 roku rowery elektryczne o określonych parametrach należą do kategorii rowerów, ponieważ ustawodawca wprowadził następującą definicję: „Pojazd o szerokości nieprzekraczającej 0,9 m poruszany siłą mięśni osoby jadącej tym pojazdem; rower może być wyposażony w uruchamiany naciskiem na pedały pomocniczy napęd elektryczny zasilany prądem o napięciu nie wyższym niż 48 V o znamionowej mocy ciągłej nie większej niż 250 W, którego moc wyjściowa zmniejsza się stopniowo i spada do zera po przekroczeniu prędkości 25 km/h”.
Kryterium dotyczące mocy wyjściowej, która powinna „zmniejszać się stopniowo i spadać do zera po przekroczeniu prędkości 25 km/h” wprowadza specyficzny wymóg techniczny, który w praktyce nie jest uwzględniany przez producentów, ani przez organy egzekwujące przepisy. Silniki w rowerze elektrycznym generują większą moc przy szybszym pedałowaniu, a rowery wyposażone w czujnik momentu obrotowego zwiększają moc w silniku, gdy rowerzysta napotyka większe opory (np. podczas wjazdu na wzniesienie). Opisany fragment nowej definicji stanowi martwe prawo.
Zgodnie z ustawą, która obowiązuje od 2012 roku, zmianie uległa m.in. definicja motoroweru, która spowodowała, że rower elektryczny niespełniający definicji roweru z powodu zbyt dużej mocy silnika będzie w niektórych przypadkach traktowany jako motorower – jeśli spełnieni kryteria dotyczących mocy silnika motoroweru (limit mocy jest wielokrotnie wyższy od zastosowanego w przypadku roweru – wynosi 4000 W) oraz jeśli maksymalna prędkość nie przekroczy 45 km/h (przed nowelizacją prawa motorower musiał być wyposażony w silnik spalinowy). Spełnienie definicji motoroweru wiąże się z dodatkowymi wymogami i ograniczeniami, np. konieczność rejestracji pojazdu oraz zakaz poruszania się po drogach dla rowerów. W przypadku, gdy silnik jest jeszcze mocniejszy niż przewiduje to definicja motoroweru, wtedy najwęższa definicja, którą spełnia pojazd, to definicja motocykla.

## Cechy użytkowe rowerów elektrycznych
Koszt pracy silnika elektrycznego jest niższy niż w przypadku silnika spalinowego, generuje dźwięk o mniejszym natężeniu, nie wydziela spalin oraz nie generuje wibracji.
Rowery elektryczne są zazwyczaj cięższe od tradycyjnych, lecz ich waga jest obniżana wraz z rozwojem rynku, obecnie oscyluje najczęściej w granicach 20-25 kg. Żywotność akumulatora jest ograniczona i musi on zostać wymieniony po określonej ilości cykli ładowań i rozładowań; jego wydajność z czasem się obniża, spada również w niższych temperaturach. Jednakże parametry akumulatorów również są polepszane – obecnie dostępne akumulatory litowo-jonowe posiadają dużą tolerancję na wahania temperatur i pozwalają na wydajną pracę przez ok. 1000 cykli.
Producenci informują o maksymalnym zasięgu danego roweru elektrycznego, ten jednak może różnić się od wyników osiąganych przez użytkownika. Wpływ na działanie komponentów odpowiedzialnych za wspomaganie elektryczne mają m.in.: pogoda, rodzaj nawierzchni i ukształtowanie trasy, wybrany tryb wspomagania, styl jazdy czy łączna masa roweru i rowerzysty.

## Wpływ rowerów na środowisko
W badaniu z 2011 r. przeprowadzonym przez Europejską Federację Cyklistów (European Cyclist Federation – ECF) porównano średnie emisje rowerów zwykłych i elektrycznych z innymi środkami transportu, biorąc przy tym pod uwagę środowiskowy koszt ich produkcji oraz użytkowania. W przypadku rowerów uwzględniono też dodatkowy wydatek energetyczny samych użytkowników w postaci spalonych kalorii. Według obliczeń emisja na każdy kilometr pokonany zwykłym rowerem wynosi 21 gramów CO2, a rowerem elektrycznym 1 gram więcej. W przypadku samochodów wynik to 271 gramów na kilometr na osobę oraz 101 gramów na kilometr na pasażera autobusów.